# Wind Breaker
Wind Breaker (ウインドブレイカー, Uindo Bureikā) és una sèrie de manga japonesa escrita i il·lustrada per Satoru Nii. Va començar a serialitzar-se al lloc web de manga Magazine Pocket de Kodansha el gener de 2021.
Distrito Manga va començar a publicar-ne el manga en català el 16 de març de 2023.

## Argument
L'institut Fûrin s'ha guanyat la pitjor reputació d'entre tots els centres de la zona perquè té la mitjana de notes més baixa i els alumnes més rebels. Aquí és on començarà el curs Haruka Sakura, un jove que tot just ha arribat a la ciutat i ja vol convertir-se en el més dur del barri per protegir les persones que li importen. Ara bé, per aconseguir el seu propòsit primer s'ha d'unir a la banda Wind Breaker, també coneguda amb el nom de Bôfûrin, que representa al seu institut i té l'objectiu de defensar el barri de la resta de bandes i delinqüents de la ciutat. Abans, però, haurà de guanyar-se el respecte de la colla a cops de puny!

## Personatges
Haruka Sakura (桜遥, Sakura Haruka)
És el protagonista del manga. Constantment jutjat pel seu aspecte físic (té heterocromia i cabells de colors diferents naturals), en Sakura adopta el rol delinqüent que els altres han projectat sobre ell i es trasllada a Makochi per assistir a l'institut Fûrin, un institut amb mala fama amb l'objectiu d'arribar al cim.
Hajime Umemiya (梅宮一, Umemiya Hajime)
Estudiant de tercer any i líder de la banda Bofûrin.
Kyotaro Sugishita (杉下京太郎, Sugishita Kyōtarō)
És un estudiant de tercer any mandrós i que sovint se'l veu dormint. Normalment, no l'interessa res, excepte quan algú parla de prendre el lloc d'en Hajime.
Hayato Suo (蘇枋隼飛, Suō Hayato)
En Hayato és un estudiant de primer, que ràpidament esdevé la mà dreta d'en Haruka. Un dels seus trets característics és que porta un pedaç negre a l'ull dret. Normalment, no s'immuta per res i és molt calculador.

## Obra

### Manga
Escrita i il·lustrada per Satoru Nii, la sèrie va començar a serialitzar-se al lloc web de Kodansha Magazine Pocket el 13 de gener de 2021. A octubre de 2022, els capítols de la sèrie s'han recollit en nou volums.
A la 40a edició del Saló del Còmic de Barcelona, Distrito Manga va anunciar que tenien plans de publicar manga en català. El 2 de novembre de 2022, l'editorial va confirmar la seva declaració anunciant que el primer manga que editarien en català seria Wind Breaker, i que es publicaria simultàniament amb la versió castellana, la qual cosa només havia fet Ooso Comics fins aquell moment. Els dos primers volums del manga van sortir el 16 de març de 2023.

### Anime
El 30 de març de 2023 CloverWorks va anunciar que en produiria una adaptació a anime, que es va estrenar l'abril del 2024.

## Rebuda
La sèrie va ocupar el 20è lloc al Next Manga Award de 2021 en la categoria de manga web. A AnimeJapan 2022, la sèrie va ocupar el novè lloc en una enquesta que preguntava quins mangues vol la gent que siguin animats.
A març de 2022, la sèrie ha venut més d'1,22 milions de còpies entre les seves versions digital i impresa.